# Beregazzo con Figliaro
Beregazzo con Figliaro ist eine Gemeinde mit 2824 Einwohnern (Stand 31. Dezember 2023) in der italienischen Provinz Como in der Region Lombardei.

## Geographie
Sie liegt etwa 35 Kilometer nordwestlich von Mailand und etwa 11 Kilometer südwestlich von Como.
Beregazzo con Figliaro grenzt an Appiano Gentile, Binago, Castelnuovo Bozzente, Lurate Caccivio, Olgiate Comasco, Oltrona di San Mamette und Solbiate con Cagno.

## Einwohnerentwicklung
Daten von ISTAT

## Sehenswürdigkeiten
- Kirche Santi Ilario e Remigio[2]